# 塔内萨尔
塔内萨尔（Thanesar），是印度哈里亚纳邦Kurukshetra县的一个城镇。总人口120072（2001年）。

## 人口
该地2001年总人口120072人，其中男性65786人，女性54286人；0—6岁人口13815人，其中男7832人，女5983人；识字率72.23%，其中男性为76.56%，女性为66.98%。